# 陈钢 (1935年)
陈钢（1935年3月10日—），回族，上海人，中国钢琴家、作曲家。

## 生平
其父陈歌辛是中印混血的西洋音乐名家。陈歌辛自幼在上海受西式教育，师从欧洲音乐家，此后一直从事作曲和音乐教育工作。周璇等上海歌女赖以成名的《玫瑰玫瑰我爱你》、《凤凰于飞》、《夜上海》，都是陈歌辛作曲。其母金娇丽是回族人。
陈歌辛对陈刚自幼进行严格的音乐教育，也为他聘请了欧洲名师匈牙利流亡音乐家瓦拉学习钢琴和作曲，对儿子的期望就是复制陈歌辛自己的音乐人生道路。1949年上海刚解放，陈歌辛立刻把14岁的陈刚送去参加解放军。陈刚1955年进入上海音乐学院作曲专业学习，师从丁善德学习作曲，师从桑侗学习和声，师从苏联专家学习阿尔扎马洛夫学习作品分析理论，1959年毕业前与何占豪合作创作《梁祝小提琴协奏曲》。
他创作了中国第一首竖琴协奏曲和第一首双簧管协奏曲。陈钢的作品还有交响诗，大合唱和室内乐合奏等。他的作品以浓郁的民族情调和丰富的当代作曲技巧巧妙地融合而见长。
陈钢为第九、十届全国政协委员、中国音协理事、上海音乐学院作曲系教授。他曾出访美国、加拿大、法国、新加坡、香港、日本、台湾等并被载入“世界名人录”、“世界音乐名人录”等十八项世界名人录，并获“国际文化荣誉证书”。另著有散文集《黑色浪漫曲》，《三只耳朵听音乐》等。

## 重要作品
- 小提琴独奏
  - 《苗岭的早晨》 1975年
  - 《金色的炉台》
  - 《阳光照耀着塔什库尔干》
- 小提琴協奏
  - 《王昭君》